# Silfra

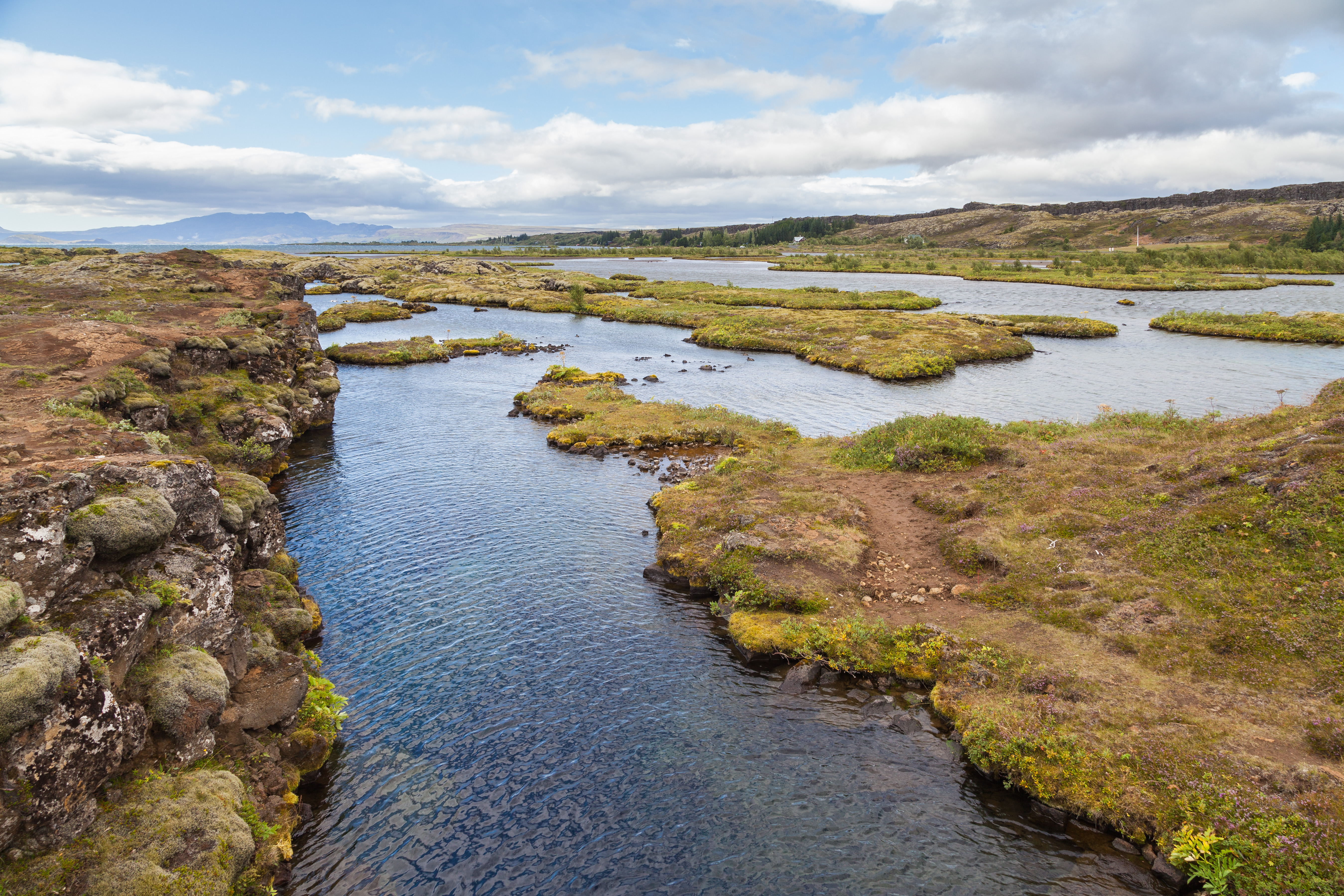
A Silfra hasadék

A Silfra egy földrepedés, amely a Þingvallavatn tóban található Izlandon, a Þingvellir Nemzeti Parkban. A repedés két tektonikai lemez között található, az Észak-amerikai- és az Eurázsiai-lemez között. 

## Földtan
A Silfra repedés, valamint a Þingvellir völgy az Eurázsiai és az Észak-amerikai tektonikai lemezek sodródásának köszönhető. Minden évben körülbelül 2 cm-t távolodik egymástól a két tektonikai lemez, ez a sodródás hatalmas felhalmozódott feszültséget eredményez a földréteg alatt. A felhalmozódott feszültség ezt követően erőteljes földrengést eredményez, nagyjából minden tíz évben egyszer. Ezen földrengések töréseket és repedéseket eredményeznek, így jött létre a Þingvellir völgy. Az egyik erőteljes földrengés eredménye a Silfra is, ami az egyik legnagyobb repedés ezen a területen. A Silfra repedés egy hatalmas, mély barlangot eredményezett, melyet víz alatti kutak táplálnak. A repedés a Þingvallavatn-tó szélén található.

## Barlangok
A Silfra területén számos barlang jött létre a földrengéseknek köszönhetően. A földrengések alatt sziklák és kövek szakadnak le és esnek a Silfra repedéseibe, ezáltal mélyebbé és szélesebbé teszik a Silfra repedést az idők során.

## Víz
Közel 50 kilométerre északra a Þingvallavatn tótól fekszik Izland második legnagyobb gleccsere, a Langjökull gleccser. Évszázadokkal ezelőtt a gleccserből elolvadt víz patakként zúdult be a Þingvallavatn tóba. Pár ezer évvel ezelőtt, a Skjaldbreiður vulkán kitörése által hatalmas mennyiségű láva került a folyóba, ami elzárta a tavat tápláló folyó útját. Ezen esemény eredményeképpen a gleccser vize a felszín alá bukott a porózus láva résein keresztül. Így a víz sokkal lassabban tud csak eljutni a tóba, 30-tól 100 évbe is telhet, mire a víz eljut a Þingvallavatn tóba, a közel 50 kilométeres távon. Ennek eredményeképpen a víz annyira megtisztul, hogy ihatóvá válik.

## Búvárkodás

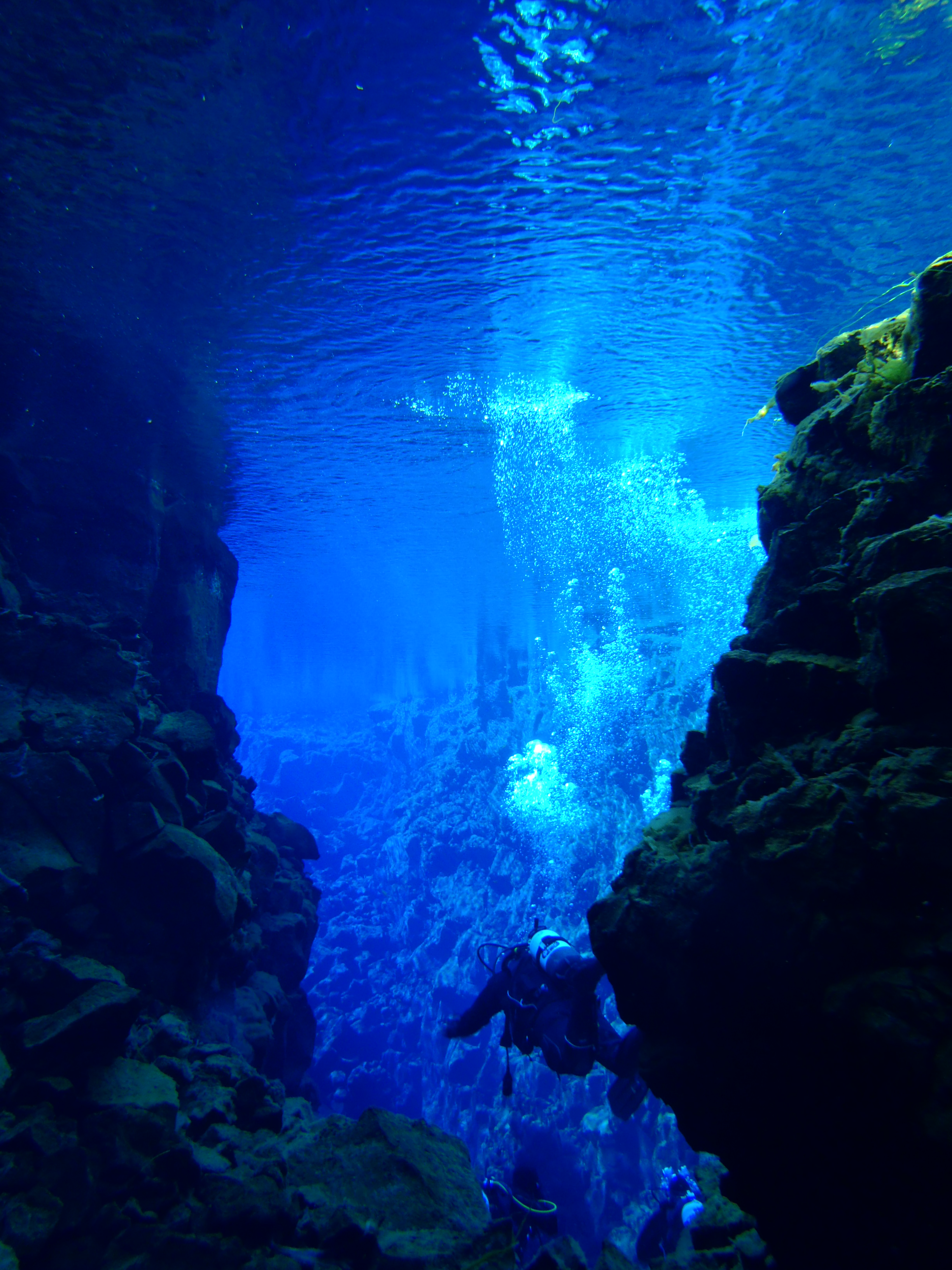
Búvár a Silfra hasadékban

A Silfra repedés a helyzetétől fogva tiszta, hideg vizet tartalmaz, így vonzó hely a búvárkodásra vágyóknak, mivel nagyon jó a látótávolság és geológiailag is érdekes látványt nyújt a repedés; a búvárok két kontinens között úszhatnak. A repedés a part közelében sekély, befelé kiszélesedik és elmélyül.
A profi búvárok a Silfra szakadékot felosztották három részre: Silfra terem, Silfra katedrális és Silfra lagúna. A legmélyebb pontján a Silfra repedés 63 méter mély, ebbe a mélységbe csak a megfelelő felkészültséggel és felszereléssel rendelkező búvárok tudnak leúszni. A legcsodálatosabb látványt azonban a Silfra katedrális nyújtja, ami egy 100 méter hosszú, széles repedés, és a víz tisztasága lehetővé teszi, hogy egyik feléből át lehet látni egészen a túlsó oldaláig.
A repedés felkerült a világ 50 legjobb búvárkodási célpontja közé. A látótávolság általában 70-80 méter, olykor akár a 100-150 métert is elérheti.